# Rodder Maar

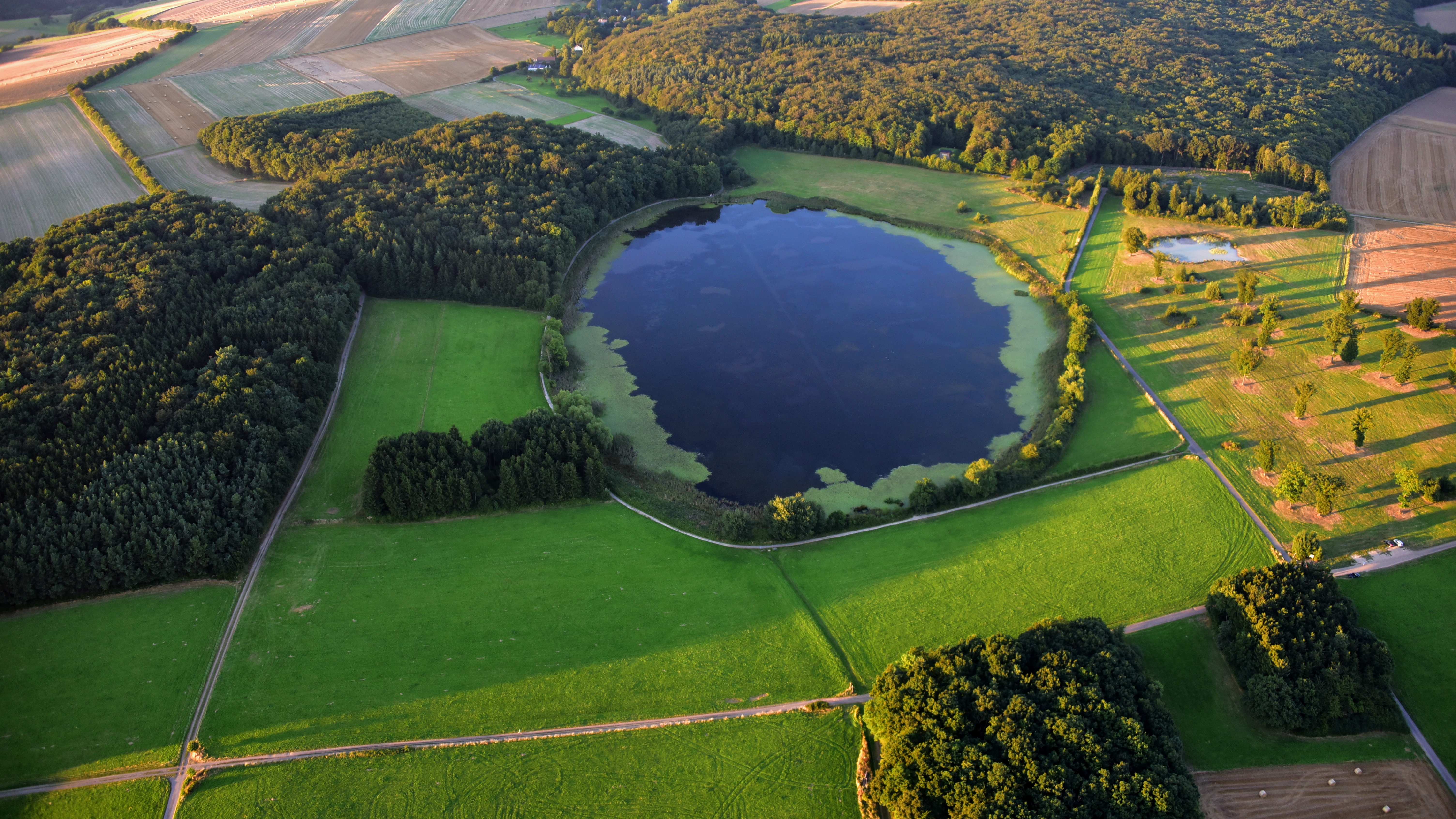
Luftaufnahme (2016)

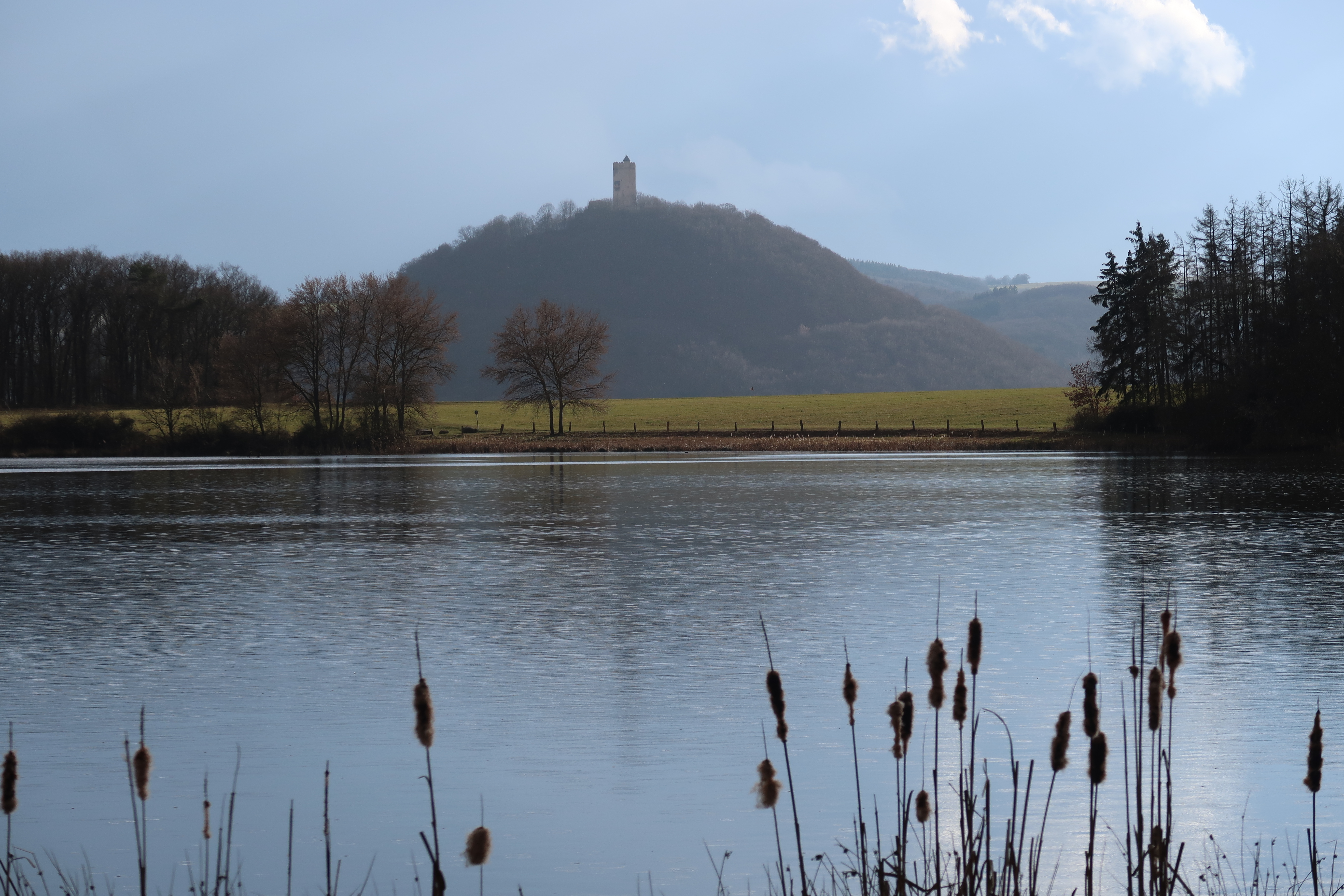
Blick auf die Burg Olbrück von der Eifelleiter aus

Das Rodder Maar liegt südwestlich von Rodder auf einer Höhe von 337 m über NN. Es gehörte bei der Anlegung des Katasters 1827 zur Flur l im Gemarkungsbereich Rodder und wurde nach der kommunalpolitischen Eingemeindung von Rodder nach Niederzissen der Gemeinde Niederdürenbach zugesprochen. Der Name Rodder Maar blieb jedoch erhalten.

## Geologische Entstehung
Einige nehmen einen Meteoriteneinschlag als Entstehungsgrund an, da für einen angenommenen Vulkanausbruch die passenden vulkanischen Auswürfe fehlen. Ebenso fehlen auch die magnetischen Signaturen. Damit wäre das Rodder Maar kein richtiges Maar, da es nicht vulkanischen Ursprungs ist. Der Boden füllte sich durch Ablagerungen und Verwitterungen mit hellem Ton und war damit am Boden wasserundurchlässig. Regenfälle und kleinere Quellen in seinem Bereich führten zu einer Wasserauffüllung mit geringer Tiefe. Das Maar, mit einer wechselvollen Geschichte zwischen Trockenlegung und Flutung, hatte eine Wasserfläche von etwa 5 ha und lag neben der Maarheide. Wirtschaftlich waren das Maar und das Umland früher ungenutzt.

## Nutzung
Als gegen 1840 eine allgemeine Verarmung der Eifelbewohner wegen schlechter Ernten, Unwettern, Bevölkerungszuwachses usw., einsetzte, wurde überall versucht, Landflächen, die noch brach lagen, urbar zu machen. In dieser Notzeit legte der damalige Besitzer das Maar durch einen Ablaufgraben trocken, zog Entwässerungsgräben und richtete eine Fläche zum Ackerbau her. 1860 wurden im Maar bereits Feldfrüchte angebaut.
Gegen 1870 kaufte Antonius Remaklus Weber aus Waldorf das Maar mit etwas Land, insgesamt 36 Morgen, von einem Kölner Textilhändler, der mit den Waldorfer und Rodderer Webern Tuchhandel betrieb. 1919 ging der Besitz an den Baron von der Leyen, Schirmau, über. Dieser wiederum verkaufte das Maar gegen 1960 an den Jagdpächter Heiliger aus Viersen. Rechts vom Dorf lag im Wald noch das „kleine Maar“ mit einer Größe von etwa 3 Morgen. Doch dieses Maar ist inzwischen versumpft und zugewachsen, sodass es keinerlei Bedeutung mehr hat.
Wegen der Entfernung zum Maar, aber auch wegen des feuchten Tonbodens und damit auch schlechter Erträge, ließ man das Maar später wieder volllaufen und beließ es bis in die Hungerjahre nach dem Ersten Weltkrieg als Unland. In der nochmaligen Notzeit wurde es zum zweiten Mal trockengelegt und war 1926 fast ausgetrocknet.
Nun legte man im Maar eine Weide an, um Vieh grasen zu lassen. Doch mit dem wirtschaftlichen Aufschwung gegen 1935 ließ man die Beweidung auf dem feuchten Boden auch wieder fallen und das Maar lief wieder voll Wasser. Durch die Hungerjahre nach dem Zweiten Weltkrieg war man wieder auf Weideland angewiesen und so wurde das Maar gegen 1948 wiederum trockengelegt. Danach ging die Dorfjugend zur Winterzeit immer wieder hin, warf den Ablaufgraben zu und erreichte damit eine große Wasserfläche, auf der sich bei Frost eine Eisschicht bildete, dies zum Vergnügen der Jugend der umliegenden Dörfer, die sich auf dem Eis mit Schlittschuhlaufen sportlich betätigte. Im Frühjahr wurde immer wieder das Wasser abgelassen und eine Weide stand für den Sommer zur Verfügung.
Gegen 1960 wurden im Maar Fichten angepflanzt und so das trockengelegte Maar aufgeforstet, wodurch das kleine Wintervergnügen für die Jugend verloren ging.
1997 begann die Renaturierung des Maars im Zuge der die Fichten gefällt und der Ablauf erneut geschlossen wurde, so dass das Maar sich wieder füllen konnte. Nach einem Bericht im Heimatjahrbuch 2000 des Kreis Ahrweiler war spätestens 1999 wieder ein See entstanden.